# 201204 Stevewilliams
201204 Stevewilliams este o planetă minoră (asteroid) din centura de asteroizi. A fost descoperită pe 10 august 2002 la Observatorio de Cerro Tololo⁠(d) de Marc Buie⁠(d). 
Obiectul prezintă o orbită caracterizată de o semiaxă mare de 3,0523278677621 UAi, o excentricitate de 0,07, o înclinație de 1,6 ° în raport cu ecliptica.